# Lázár Gida
Lázár Gida, eredeti neve: Lázár Gedeon (Budapest, 1915. augusztus 26. – Budapest, 2007. február 20.) magyar színész.

## Életpályája
Gyerekkorában többször szerepelt színpadon. Az 1920-as években a Renaissance Színházban játszott. 1927–1936 között a Vígszínházban alakított gyermekszerepeket. 1929–1930 között az Új Színház tagja volt. 1936-ban diplomázott a Színház- és Filmművészeti Főiskolán. 1937 és 1945 között a Nemzeti Színház színművésze volt. 1945-től 1948-ig a Pesti Színházban lépett fel. 1959 és 1961 között az Állami Déryné Színház tagja volt. 1964-től 1973-ig az Állami Bábszínházban játszott. 1974-ben nyugalomba vonult. Szerepelt a rádióban is.
Sírja a Farkasréti temetőben található (10/1-1-352).

## Színházi szerepei
A Színházi Adattárban regisztrált bemutatóinak száma: 28.
| - Vörösmarty Mihály: Csongor és Tünde....Nemtőkirály - Wilder: A mi kis városunk....George Gibbs - William Shakespeare: Makrancos hölgy....Lucentio; Szabó - Móricz Zsigmond: Légy jó mindhalálig....Nyilas Misi - Ferdinand: Új módszer....Legros - Tarahovszkaja: A csuka parancsára....Cár - Maljarevszkij: Csodafazék....Bair - Mészöly Miklós: Terülj táska....Szabó - Gozzi: Szarvaskirály....Tartaglia miniszter - Tamási Áron: Búbos vitéz....Bog - Tersánszky Józsi Jenő: Misi Mókus kalandjai....Nagy Fakír - Erdődy János: New-York 42. utca....Fred Lewis - Poljakov: 2:0 a javunkra....Odutov - Tatay Sándor: Kinizsi Pál....Titusz | - Bán Pál: Feleség kis hibával....Szlovák Péter - Weisenborn: Tizenöt füzér pénz....A nagy Csou - Satunovszkij: Juanita csókja....Felipe - Marsak: A bűvös erdő....Tizenegyedik hónap - Arany János: Toldi....Toldi György - Tóth Eszter: Piroska és a három kismalac....Pufi - Vladicsina: Foltos és Fülenagy....Fintori - Móra Ferenc–Tordon Ákos Miklós: A furfangos sündisznócska.... - Hárs László: Fordított esztendő....Csúzli Csongor - Olesa: A három kövér....Possessio - Tóth Eszter: Gidaház az erdőszélen....Kóbori kandúr - Harsányi Zsolt: A zenélő óra....Pocok - Molnár Ferenc: A pál utcai fiúk....Áts Feri - O’Neill: Különös közjáték....Gordon |

## Filmjei
- Elnémult harangok (1916)
- Gyermekszív (1920)
- A halál után (1920)
- A szerelem mindent legyőz (1921)
- Meseország (1922)
- A Lélek órása (1923)
- Holnap kezdődik az élet (1924)
- A szép Pongrátzné krinolinja (1931)
- A titokzatos idegen (1937)
- Magyar sasok (1944)

## Magyar Rádió
- Kemény Egon–Ignácz Rózsa–Soós László–Ambrózy Ágoston: Hatvani diákjai (1955), rádiódaljáték 2 részben